# Pine Lawn (Missouri)
Pine Lawn ist eine Stadt mit dem Status „City“ im St. Louis County im US-Bundesstaat Missouri. Das U.S. Census Bureau hat bei der Volkszählung 2020 eine Einwohnerzahl von 2.754 ermittelt.

## Geographie
Die Koordinaten von Pine Lawn liegen bei 38°41'42" nördlicher Breite und 90°16'32" westlicher Länge.
Nach Angaben der United States Census 2010 erstreckt sich das Stadtgebiet von Pine Lawn über eine Fläche von 1,58 Quadratkilometer (0,61 sq mi). Pine Lawn grenzt im Nordwesten an Northwoods, im Südwesten an Uplands Park und Velda Village Hills, im Norden an Jennings, im Süden an Hillsdale und im Osten an St. Louis.

## Bevölkerung
Nach der United States Census 2010 lebten in Pine Lawn 3275 Menschen verteilt auf 1189 Haushalte und 834 Familien. Die Bevölkerungsdichte betrug 2072,8 Einwohner pro Quadratkilometer (5368,9/sq mi).
Die Bevölkerung setzte sich 2010 aus 1,5 % Weißen, 96,4 % Afroamerikanern, 0,3 % amerikanischen Ureinwohnern, 0,1 % Asiaten, 0,2 % aus anderen ethnischen Gruppen und 1,4 % mit zwei oder mehr Ethnien zusammen. Bei 1,2 % der Bevölkerung handelte es sich um Hispanics oder Latinos. Von den 1189 Haushalten lebten in 41,3 % Kinder unter 18 und in 9,2 % der Haushalten lebten Personen über 65.
Von den 3275 Einwohnern waren 31,1 % unter 18 Jahre, 9,8 % zwischen 18 und 24 Jahren, 24,8 % zwischen 25 und 44 Jahren, 22,3 % zwischen 45 und 64 Jahren und in 11,9 % der Menschen waren 65 Jahre oder älter. Das Durchschnittsalter betrug 31,8 Jahre und 44,7 % der Einwohner waren männlich.

## Belege
1. ↑  Explore Census Data Total Population in Pine Lawn city, Missouri. Abgerufen am 2. Februar 2023.
2. ↑   United States Census
3. ↑   American Fact Finder